# 瓦尔特·瓦尔贝里
瓦尔特·瓦尔贝里（瑞典語：Walter Wallberg，2000年3月24日—），瑞典男子自由式滑雪运动员。他曾代表瑞典参加2018年冬季奧林匹克運動會。在2022年冬季奧林匹克運動會自由式滑雪比赛，雪上技巧項目奪得一枚金牌。